# لويس ليون رودريغيز
لويس ليون رودريغيز (بالإنجليزية: Luis León Rodríguez)‏ هو سياسي أمريكي، ولد في 29 يونيو 1966 في بونس، بورتوريكو في الولايات المتحدة. حزبياً، نشط في الحزب التقدمي الجديد.